# Алан Кернс
Алан Г'ю Кернс (англ. Alun Hugh Cairns; нар. 30 липня 1970, Свонсі, Уельс) — британський політик-консерватор, член парламенту з 2010 р. і міністр з питань Уельсу з 2016 до 2019 р.
Він навчався в Університеті Уельсу, має ступінь магістра у галузі ділового адміністрування.
Кернс працював у Lloyds Banking Group консультантом з розвитку бізнесу, був членом Національної асамблеї Уельсу з 1999 по 2011 рр. Заступник міністра з питань Уельсу з 2014 по 2016 рр.